# 領事
領事（りょうじ、英語: consul）は、外国に駐在して自国民の保護及び自国の通商の促進にあたる外交官の一種。またその業務内容。領事が職務を行う機関として領事館がある。また、領事には大使その他の外交官に準じた特権・免除（領事特権）が認められているが、その範囲は外交特権よりも狭い。

## 領事の種類

### 国際法上の分類
一般的な領事（本務領事／領事官）には階級として総領事、領事、副領事及び代理領事があり、また、これら本務領事とは別に派遣国の国籍を有さない名誉領事がある。名誉領事は現地の人に領事業務を委託する制度で、こちらにも名誉総領事等の上下がある。
総領事が長である領事館が総領事館、領事が長であるものが領事館、副領事が長であるものが副領事館、代理領事が長であるものが代理領事事務所である。

#### 日本語およびウィーン領事関係条約の正文となっている諸言語における公式表記
| 日本語   | 英語           | 中国語（簡体字） | 中国語（繁体字） | スペイン語      | フランス語       | ロシア語           | 出典                                |
| -------- | -------------- | ---------------- | ---------------- | --------------- | ---------------- | ------------------ | ----------------------------------- |
| 総領事   | Consul-General | 总领事           | 總領事           | Cónsul General  | Consul Général   | Генеральный консул | [ 2 ] [ 3 ] [ 4 ] [ 5 ] [ 6 ] [ 7 ] |
| 領事     | Consul         | 领事             | 領事             | Cónsul          | Consul           | Консул             | [ 2 ] [ 3 ] [ 4 ] [ 5 ] [ 6 ] [ 7 ] |
| 副領事   | Vice-Consul    | 副领事           | 副領事           | Vicecónsul      | Vice-Consul      | Вице-консул        | [ 2 ] [ 3 ] [ 4 ] [ 5 ] [ 6 ] [ 7 ] |
| 代理領事 | Consular Agent | 领事代理人       | 領事代理人       | Agente Consular | Agent Consulaire | Консульский агент  | [ 2 ] [ 3 ] [ 4 ] [ 5 ] [ 6 ] [ 7 ] |

### 日本の国内法上の分類
日本の在外公館たる総領事館に勤務する外務職員は、総領事、領事、副領事、領事官補の区分がある（国際法上の代理領事に相当する名称は無い）。総領事は総領事館の長（在外公館長）で通常1館に1人しかいない。これに対して、領事以下は1館に複数存在する。なお、各種法令にいう「領事官」とは、在外公館長たる特命全権大使、特命全権公使又は総領事を指す。領事官補は、外交官補と同様、在外研修に出る若手外務職員のみが用いる名称である。
厳密には比較できないが、総領事は外交官における大使～公使に、領事は参事官～二等書記官に、副領事は二等～三等書記官に、領事官補は外交官補にそれぞれ該当する。なお、一等～三等理事官や在外公館警備対策官の呼称は大使館・政府代表部だけでなく総領事館に勤務する外務職員も用いる。

### 首席領事
アメリカ合衆国の在外公館では、首席領事（英語: Principal Officer）が常任の公館長を務めることがある。一例を挙げると、2022年8月からマーク・ウェベルス首席領事が在札幌米国総領事館で常任の公館長を務めている。
日本の在外公館にも首席領事（英語: Deputy Consul General）が駐在していることがあるが、常任の公館長ではなく、あくまでも通常時に公館長としての総領事がいることを前提とした役職であり、筆頭領事として総領事を補佐し館内業務を総括する。なお、館長不在時には総領事代理を務める。

## 総領事・領事と大使・外交官の違い

### 職務内容
大使（公使館の長である公使を含む。以下同じ。）及び大使館の外交官は自国を代表して派遣され、政府間の外交交渉や条約の署名調印等を行うのに対して、領事は主に自国民及び自国企業への行政事務・手続（かつて不平等条約に基づいて一部の国に対して領事裁判権が設定されていた時代は、警察・司法業務も所掌）、相手国国民等に対するサービスの提供（査証の発給、各種情報提供、文化交流など）が主な業務とされる。ほとんどの場合、大使館にも領事部があり、領事館と同様の業務も行っているが、ブラジルは東京に大使館と総領事館をおいており、この場合は、大使館に領事部は設置されない。
大使館・政府代表部は国際法上の外交使節団であり、国交（外交関係）が設定されてはじめて設置されるが、総領事館は外交使節団ではなく、外交関係が断絶していても設置し続けることができる。

### 領事特権
大使をはじめとする外交官は「外交関係に関するウィーン条約」によって特権・免除が定められているのに対し、領事の特権・免除は「領事関係に関するウィーン条約」によって定められており、その範囲は領事業務に必要な範囲に限られていて外交特権よりも狭い。
例えば、外交官の不逮捕特権は一時的な拘束を除き全ての犯罪容疑について適用され、刑事訴追もすることができないが、領事は重大犯罪については逮捕されうる。詳しくは、身体の不可侵権、住居の不可侵権、文書の不可侵権（公文書においては保障される）、刑事裁判権からの免除（業務行為は保障される）、警察権からの免除、租税の免除など、大使・外交官においては絶対的に不可侵とされる特権について、領事の場合には一部に例外が認められる。

## 文献情報
- 伊藤不二男, 「中世の領事制度 : 領事の名称と選任」 『法政研究』 21巻 2号 p.1-24 1954年, 九州大学法政学会, doi:10.15017/1286, NCID AN00225744
- 伊藤不二男, 「中世の領事制度の特色 : 領事の職務を中心として」 『法政研究』 21巻 3/4号 p.73-94 1954年, 九州大学法政学会, doi:10.15017/1295, NCID AN00225744
- 伊藤不二男, 「近世における領事の地位」 『法政研究』 23巻 1号 p.1-22 1955年, 九州大学法政学会, doi:10.15017/1306, NCID AN00225744